# エラディオ・シルベストレ
エラディオ・シルベストレ・グラエルス（Eladio Silvestre Graells、1940年11月18日 - ）は、スペイン・カタルーニャ州サバデイ出身の元同国代表サッカー選手。ポジションはDF。

## 経歴
カタルーニャ州のサバデイに生まれ、1960年にCDコンダルでプロデビュー。1962年にFCバルセロナへと移籍すると、ガジェゴらと共にバルセロナの守備を牽引し、450試合の公式戦に出場した。また、クラブのキャプテンも務めた。
1966年6月23日、ウルグアイ代表との親善試合でスペイン代表デビューを果たした。同年にイングランドで開催された1966 FIFAワールドカップにも参加し、グループステージ初戦のアルゼンチン代表戦にのみ出場した。

## タイトル

### クラブ
FCバルセロナ
- コパ・デル・レイ : 3回 (1962-63, 1967-68, 1970-71)
- インターシティーズ・フェアーズカップ : 1回 (1965-66)